# Meng Ao
Meng Ao (chinois : 蒙驁) était un général militaire chinois originaire de Qi de la fin des Royaumes combattants. Il était le père de Meng Wu et le grand-père de Meng Tian et de Meng Yi.
Le roi Zhaoxiang en fit un ministre suprême, et Zhuangxiang le nomma général avant de l'envoyer à la conquête du Han en 250 av. J.-C..
Il a participé à différentes campagne lors de la guerre ayant mené à l'unification de la Chine.
En 249 av. J.-C., il traverse le Han et étend les frontières de l'État de Qin vers l'est jusqu'à Dailiang et crée la province du Sanchuan. Il est alors le quatrième principal général de Qin. L'année suivante, il marche contre Zhao, conquiert Taiyuan et le futur Shanxi. Il réprime des révoltes en 247 av. J.-C. puis reprend la lutte contre Zhao et s'empare de 37 villes. En 246 av. J.-C., il est vaincu par les armées coalisées de Xinling, Zhao, Wei ; mais les coalisés ne poussent pas leur avantage contre Qin, et leur alliance se dissout ; Meng Ao vainc une révolte de Zhao. En 244 av. J.-C., il envahit de nouveau le Han et 13 villes fortifiées. Il s'empare de 20 autres villes en 242 dans le Han et le Wei. En 240 av. J.-C., il meurt après avoir pris trois villes et en marchant contre une autre. 